# 維克多·沙爾瓦
維克多·羅納德·沙爾瓦（英語：Victor Ronald Salva，1958年3月29日—），美國男導演、製片人和編劇。他較為著名的作品如奇幻片《閃電奇蹟》（1995年）和恐怖片《毛骨悚然》（2001年）。其中後者已發展成系列電影，而沙爾瓦也執導了後兩部續集。
此外，沙爾瓦曾對一名12歲男孩性騷擾，加上他還私藏兒童色情題材的影帶和雜誌，這使他於1988年被定罪。沙爾瓦於1992年假釋出獄，並繼續製作電影。

## 早期生活
維克多·沙爾瓦出生於加利福尼亞州的馬丁尼茲，在高中畢業前曾撰寫並執導了多部短片。為了他對電影的愛好，他常在一週內打兩份工，以籌拍片的錢。他的生父早已放棄了家庭，沙爾瓦曾說他的繼父常酗酒，並虐待自己。青少年時期的沙爾瓦對恐怖和科幻非常感興趣，他最喜歡的怪獸電影為《黑湖妖潭》（1954年）。1975年，當地報紙報導，一名少年曾進場觀看《大白鯊》五十五次而創下紀錄；該名少年就是沙爾瓦。18歲時，他向母親及繼父坦承自己是同性戀，但也因此被趕出家門。

## 職業生涯
沙爾瓦的職業生涯始於1980年代，他製作的37分鐘短片《Something in the Basement》（1986年）在索尼／AFI家庭影片比賽的虛構類別中奪冠。該片敘述一名年輕的男孩等待他的兄弟從血腥戰爭中帶回來的恐怖寓言；頗受好評的《Something in the Basement》持續贏得了幾項國家級的獎項（包括芝加哥國際影展的銅牌獎），而這也引起了法蘭西斯·柯波拉的關注。後來，沙爾瓦自編自導了他的電影導演處女作《小丑屋》，電影於1989年上映。
於1992年出獄後的沙爾瓦沒有直接再執導電影，而是在平日擔任電話銷售員，並於週末撰寫劇本；他聲稱將該劇本交給了一名知名製片人後，他也在擔任送貨員。
他的下一部電影作品為《野獸本性》，由藍斯·漢里克森和艾力克·羅勃茲主演，並於1995年以DVD首映的方式發行。同年，沙爾瓦又推出了另一部導演作品《閃電奇蹟》，其故事敘述一名患有白化病男孩擁有超能力的故事；儘管電影獲得了成功的票房，但因沙爾瓦的前科而使評價褒貶不一。迪士尼人士表示，他們是在《閃電奇蹟》的製作開始後才知道沙爾瓦曾有的犯罪行為，並強調片中沒有未成年人。而當年的受害者奈森·溫特斯試圖讓別人抵制迪士尼買下沙爾瓦的電影。從那時起，迪士尼就再也沒有發行過沙爾瓦的電影。
沙爾瓦執導的《成人式》於1999年上映，內容描述有著同性戀恐懼的父親不知不覺間把他的同性戀兒子推進了精神病人的手中；電影上映後，其評價以正面居多。
2001年，沙爾瓦自編自導的恐怖片《毛骨悚然》在當年創下了歷史最高的勞動節票房紀錄，這也成為了他突破性的代表作。其續集《毛骨悚然：鬼擋路》接著於2003年上映，並再次打破前集的票房紀錄。他的下一部作品《深夜加油站遇見蘇格拉底》於2006年上映，其劇情改編自1982年的半自傳性質同名暢銷小說，由丹·米爾曼所著作。
沙爾瓦曾於2004年將他的電影描述為「充滿氣氛和可怕的，沒有快樂的結局，但不要太過認真。」
2010年代起，他分別於2011年和2014年推出了《紫檀巷》與《恐怖之殿》這兩部他回歸恐怖和超自然題材的電影。2017年1月，沙爾瓦開始製作他推延已久的電影《毛骨悚然：趕盡殺絕》，其主要攝影於2017年2月開始進行。

## 個人生活
沙爾瓦本身是名羅馬天主教徒，同時也是名已出櫃的同性戀。
1988年，沙爾瓦法院判刑，因為他與《小丑屋》（1989年）中的一名12歲的未成年小男孩演員奈森·溫特斯發生了不當性行為和偷拍。並在他家中找到了兒童色情題材的商業影帶和雜誌。沙爾瓦後來認罪自己曾與該男孩進行口交，並購買兒童色情商品。他在國家監獄被判三年徒刑，他最終服刑了十五個月。他於1992年假釋出獄。

## 作品列表
| 年份 | 標題                       | 導演 | 監製 | 編劇 | 附註                                                         | 來源   |
| ---- | -------------------------- | ---- | ---- | ---- | ------------------------------------------------------------ | ------ |
| 1986 | Something in the Basement  | 是   | 是   | 是   | 短片                                                         | [ 6 ]  |
| 1989 | 《小丑屋》                 | 是   | 是   | 是   |                                                              | [ 8 ]  |
| 1995 | 《野獸本性》               | 是   |      | 是   | DVD首映 角色：「電台新聞主持／在吃晚餐的卡車司機」（未掛名） | [ 9 ]  |
| 1995 | 《閃電奇蹟》               | 是   |      | 是   |                                                              | [ 10 ] |
| 1999 | 《成人式》                 | 是   |      | 是   |                                                              | [ 12 ] |
| 2001 | 《毛骨悚然》               | 是   |      | 是   |                                                              | [ 20 ] |
| 2003 | 《毛骨悚然：鬼擋路》       | 是   |      | 是   |                                                              | [ 21 ] |
| 2006 | 《深夜加油站遇見蘇格拉底》 | 是   |      |      |                                                              | [ 14 ] |
| 2011 | 《紫檀巷》                 | 是   | 是   | 是   |                                                              | [ 16 ] |
| 2014 | 《恐怖之殿》               | 是   | 是   | 是   | 又記作《Dark House》                                         | [ 17 ] |
| 2017 | 《毛骨悚然：趕盡殺絕》     | 是   |      | 是   |                                                              | [ 22 ] |

## 外部連結
- Victor Salva在互联网电影资料库（IMDb）上的資料（英文）